# Mokrá Lhota (Bystřice)
Mokrá Lhota je část města Bystřice v okrese Benešov. Nachází se na severovýchodě Bystřice. V roce 2009 zde bylo evidováno 84 adres.
Mokrá Lhota leží v katastrálním území Líšno o výměře 6,64 km².

## Historie
První písemná zmínka o vesnici pochází z roku 1544.